# Unteres Seebachtal
Das Naturschutzgebiet Unteres Seebachtal liegt auf dem Gebiet der Gemeinden Hinterzarten, Feldberg und der Stadt Titisee-Neustadt im Landkreis Breisgau-Hochschwarzwald in Baden-Württemberg.

## Kenndaten
Das Schutzgebiet wurde am 16. Mai 2008 durch eine Verordnung des Regierungspräsidiums Freiburg – als höhere Naturschutzbehörde – mit der Schutzgebietsnummer 3277 ausgewiesen. Der CDDA-Code lautet 389987  und entspricht der WDPA-ID.

## Lage und Beschreibung
Das Naturschutzgebiet liegt im unteren Teil des vom Feldsee zum Titisee führenden Seebachs und reicht bis zur Mündung des Bachs in den Titisee. Von der 65 Hektar großen Fläche liegen 49 Hektar auf der Gemarkung Hinterzarten, 15 Hektar gehören zur Gemeinde Feldberg und ein kleiner Teil gehört zu Titisee-Neustadt. Bei dem Gebiet handelt es sich um ein glazial entstandenes Trogtal und Zungenbecken des Feldberggletschers. Schon am Ende der letzten Eiszeit hatte hier die Verlandung und teilweise Vermoorung eingesetzt.
In diesem Tal mit dem Seebach als naturnah ausgebildetem Fließgewässer finden sich Nasswiesen, Borstgrasrasen, Hochstaudenflure und Übergangsmoore. Der Bachlauf wird von Grauerlen-Auwald gesäumt, am Titisee gibt es Moorwälder. In den letzten Jahren sind Biber in dem Gelände aktiv. Durch die starke touristische Nutzung der Umgebung des Titisees und den Betrieb zweier Campingplätze in unmittelbarer Nachbarschaft des Naturschutzgebiets besteht Konfliktpotential, der hohe Besucherdruck führt zu Störungen in dem Gebiet. Im Februar 2025 gab das zuständige Regierungspräsidium Freiburg bekannt, dass das Land Baden-Württemberg durch Gebrauch des Vorkaufsrechtes fünf Hektar Land im Naturschutzgebiet Unteres Seebachtal erworben hat. Damit könne die natürliche Vernässung, die auch dem Klimaschutz diene, besser geschützt werden.
Der Einrichtung des Naturschutzgebiets waren in den 1980er Jahren Bestrebungen vorausgegangen, in dem Bereich einen Golfplatz anzulegen. Dem standen schon damals Bedenken des Naturschutzes entgegen.
Das Naturschutzgebiet wird vollständig von den Landschaftsschutzgebieten 3.15.026 Breitnau-Hinterzarten, 3.15.036 Feldberg-Schluchsee und 3.15.033 Titisee-Neustadt umschlossen. Es gehört zum FFH-Gebiet Nr. 8114-341 Hochschwarzwald um Hinterzarten und zum Naturpark Südschwarzwald und liegt im Naturraum 155-Hochschwarzwald innerhalb der naturräumlichen Haupteinheit 15-Schwarzwald.

## Schutzzweck
Schutzzweck ist die Erhaltung des Gebiets, das Lebensraum für eine Vielzahl von  gefährdeten Tier- und Pflanzenarten bietet und von extensiver landwirtschaftlicher Nutzung geprägt ist. Geschützt werden sollen auch  
solche Lebensräume und Arten, die der FFH-Richtlinie entsprechen, vor allem Artenreiche Borstgrasrasen, Feuchte Hochstaudenfluren, Berg-Mähwiesen, Übergangs- und Schwingrasenmoore, Nährstoffarme Stillgewässer, Moorwälder und Auenwälder mit Erle, Esche und Weide.